# Jeroen Kroos
Jeroen Kroos (1970) is een Nederlandse portretfotograaf. Hij werd geboren in Rijsoord. Hij studeerde in 1995 af als fotografisch vormgever aan de Koninklijke Academie van Beeldende Kunsten te Den Haag.
Hij begon zijn carrière als fotograaf voor studentenmagazines en universiteitsbladen. Anno 2005 publiceert hij in onder andere Nieuwe Revu. Zijn fotografie kan het best getypeerd worden als: sober, strak en stijlvol.